# Graniczne Góry
Graniczne Góry – zespół wzniesień z najwyższym o wysokości 173,1 m n.p.m. na Pojezierzu Kaszubskim, położone w woj. pomorskim, w powiecie lęborskim, na obszarze gminy Cewice.
Nazwę Graniczne Góry wprowadzono urzędowo w 1949 roku, zastępując poprzednią niemiecką nazwę Streit Berge. Według polskiej przedwojennej mapy taktycznej wysokość najwyższego wzniesienia wynosi 173 m n.p.m. zaś według danych zawartych na "Geoportalu" 173,1 m n.p.m.
Na południowy zachód w odległości ok. 1,5 km znajduje się wieś Cewice.